# 上田孝吉

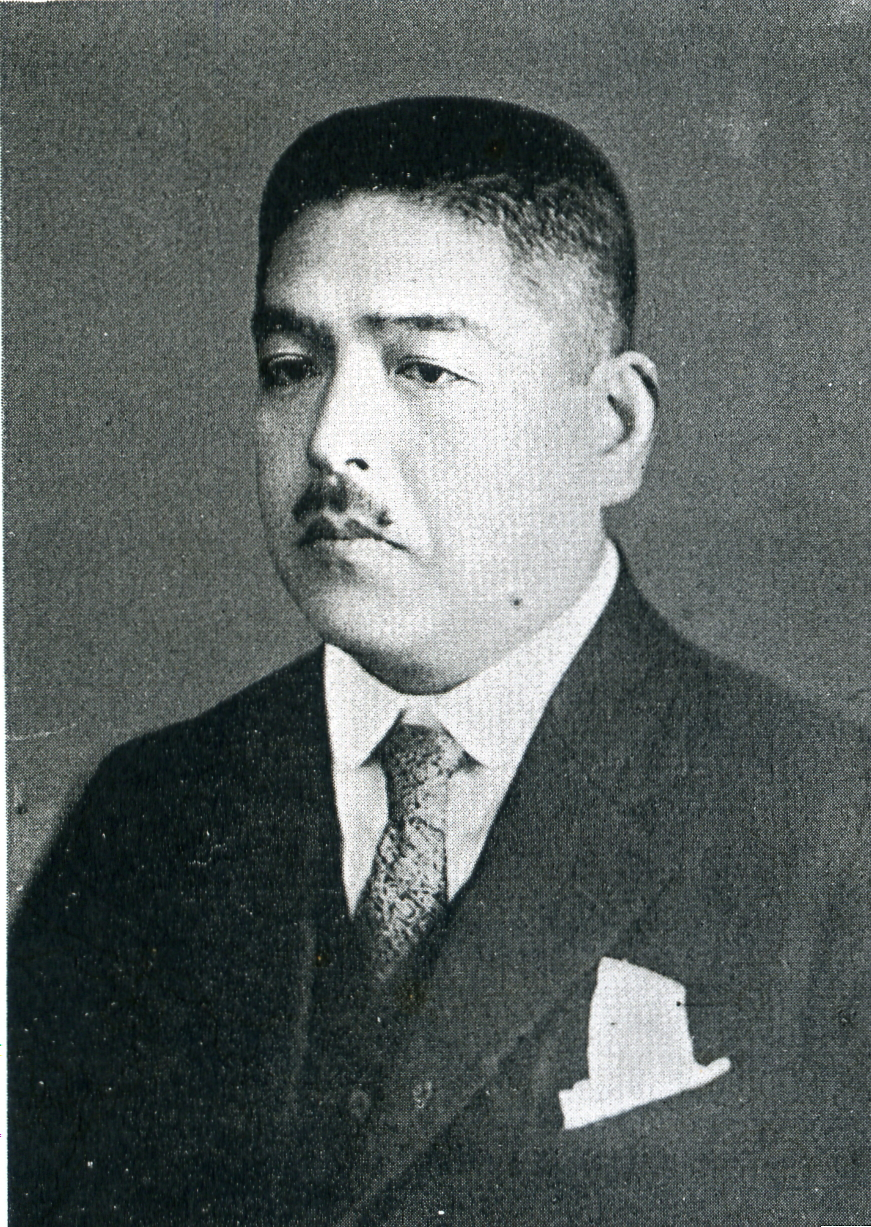
上田孝吉

上田 孝吉（うえだ こうきち、1886年（明治19年）9月18日 – 1952年（昭和27年）8月16日）は、日本の政治家で立憲政友会所属の衆議院議員、弁護士。

## 経歴
石川県石川郡金石町（現在の金沢市）に扇能長平の二男として生まれ、上田喜久代の養子となった。1915年（大正4年）、東京帝国大学法科大学独法科を卒業し、弁護士となった。大阪市で市会議員を務め、参事会員、副議長を歴任した。
1930年（昭和5年）、第17回衆議院議員総選挙に出馬し、当選。5回連続当選を果たした。その間、平沼内閣で逓信参与官を、鈴木貫太郎内閣で農商政務次官をそれぞれ務めた。